# Luigi Ruspoli
Pour les articles homonymes, voir Ruspoli.
 (juin 2010).
Don Luigi y Ruspoli Godoy, de Khevenhüller-Metsch Borbón y, dei Principi Ruspoli (né à Florence le 22 août 1828, mort à Florence le 21 décembre 1893) est un aristocrate italien et espagnol, fils de Don Camillo Ruspoli et de sa femme Luisa Carlota Manuela de Godoy, 2e duchesse de Sueca.
Il a été 3e Marquis de Boadilla del Monte avec des armoiries de Ruspoli (Lettre du 8 mai, 1853), Chevalier d'honneur de l'Ordre militaire souverain de Malte, etc

## Biographie

### Mariage
Il s'est marié à Florence le 5 août 1852 à Matilde Martellini (Florence, 3 novembre 1818/1819 – Florence, 8 septembre 1855), fille legitime du Marquis Martellini, qui était majordome majeur du palais de la Grande Duchesse de Toscane, avec laquelle il a eu une fille:
- Dona Carlota Camilla Luisa dei Principi Ruspoli (Florence, le 5 avril 1854 - Nice 1er septembre 1930), mariée à Florence, 4 septembre 1872/1892 à Enrico, Conte Casalini (1846 - 1907), dont elle eut une fille unique :
- Mathilde, Comtesse Casalini (Florence, 1873 - Nice, 1941), célibataire et sans descendance

Il s'est marié une deuxième fois à Florence, le 7 février 1863 à Donna Emilia, Nobile Landi (Florence, 25/26 juin 1824 – Florence, 5 janvier 1894), avec laquelle il a eu un fils:
- Camillo Ruspoli, 4e Marquis de Boadilla del Monte

## Sources
- Araújo e Valdez, Afonso Domingos de; Rui Dique Travassos (1938) (in Portuguese) (3 Volumes). Livro de Oiro da Nobreza. II. Lisbon

- Hobbs, Nicolas (2007). "Grandes de España" (in Spanish)[1]. Retrieved 15 October 2008.

- Instituto de Salazar y Castro (in Spanish). Elenco de Grandezas y Titulos Nobiliarios Españoles. periodic publication

- "Ruspoli de Godoy Genealogy". 2007[2]. Retrieved 15 February 2009.

- "Geneall". 2007[3]. Retrieved 15 February 2009.